# Zámoly
Zámoly est un village et une commune du comitat de Fejér en Hongrie.

## Histoire
En 2000, 46 roms du village le fuient à la suite d'attaques à mains armées commises par des groupes d'extrème-droite. Arrivés en France, ils sont nombreux à obtenir le statut de refugiés , ce qui cause la colère du gouvernement hongrois. 